# オガデン

ソマリ州の位置

オガデン(Ogaden)はエチオピア東部のソマリ州のある地方。アフリカの角の内陸部でソマリアに隣接し、面積20万平方km。主要都市Jijiga（Jigjiga）とアジス・アベバは直線にして約350km、一方の中心都市ワルデルとアジス・アベバは同じく約600km離れている。北西部で標高1500m、南部で標高300mの台地である。半乾燥地域で年間降水量は350mm以下だが、高地は5～600mm。潅木が多く、草地と裸地もある。近年、旱魃に襲われることが多い。
13世紀以来、イスラームの影響を受けたが、19世紀末にメネリク2世の支配するところとなった。20世紀にイタリアやイギリスの植民地となり、第2次世界大戦を経て、1954年にイギリスが領土を手放した。1970年代にエチオピア中央政府に対する闘争が激化し、現在もオガデン民族解放戦線（ONLF）を中心に反政府運動（オガデン戦争、Insurgency in Ogaden）が続く。政府による遊牧民殺害がソマリ人と人権団体から糾弾されている。
産業として家畜の放牧がある。大きなガス田が見つかっておりマレーシアが開発しようとしたが反政府集団の襲撃を受け撤退した。イギリスやカナダの石油会社が探査活動し、中国石油化工集団（シノペック）が油田開発している。